# Willy Røgeberg
Willy Røgeberg   (Christiania, 11 de desembre de 1905 - Oslo, 15 de desembre de 1969) va ser un tirador noruec que va competir entre les dècades de 1920 i 1940.
Durant la seva carrera esportiva va prendre part en tres edicions dels Jocs Olímpics d'Estiu. El 1924, als Jocs de París, disputà dues proves del programa de tir. Destaca la quarta posició en la prova del rifle lliure per equips. El 1936, als Jocs de Berlín, guanyà la medalla d'or en la prova del rifle en posició estesa, 50 metres. El 1948, als Jocs de Londres, guanyà la medalla de bronze en la prova del rifle lliure, tres posicions, mentre en la de rifle en posició estesa, 50 metres fou vuitè.
En el seu palmarès també destaquen 16 medalles al Campionat del Món de tir, tres d'or, sis de plata i set de bronze, entre 1931 i 1949.
Durant l'ocupació alemanya de Noruega de la Segona Guerra Mundial va ser arrestat pels alemanys i empresonat en diferents camps de concentració entre maig de 1942 i desembre de 1943.